# 懷德曼 (阿肯色州)
懷德曼（英語：Wideman）是位於美國阿肯色州伊澤德縣的一個非建制地區。該地的面積和人口皆未知。

## 地理
懷德曼的座標為36°11′11″N 92°00′32″W / 36.18639°N 92.00889°W，而該地的平均海拔高度為184米（即604英尺）。